# Северина, Надежда Борисовна
Надежда Борисовна Северина́ (род. 14 мая 1955, п. Кордон, Алтайский край) — советская и российская художница, почетный член РАХ, член Союза художников России, Московского союза художников, Творческого союза художников России и Международного художественного фонда.

## Биография
Надежда Северина родилась 14 мая 1955 года в поселке Кордон Алтайского края, живёт и работает в Москве.
В 1980 году она окончила Московский текстильный университет им. А. Н. Косыгина, факультет прикладного искусства. Наставниками являлись Лев Сильвестров, Наталья Баграмян и Петр Костинский.
В 1991 году Надежда начала выставочную и просветительскую деятельность. В 2007 году вошла в Московский союз художников.
В 2015 году она стала участницей объединения Group 4D вместе с Викторией Осмеркиной, Ольгой Тихоновой и Чулпан Цветковой. Их работы были представлены на выставке «В моём саду» в Москве, Томске, Новокузнецке, Уфе, Малоярославце, Прокопьевске, Барнауле, Горно-Алтайске, Абакане, Кызыле, Омске и Якутске. 24 июня 2019 года Осмеркина, Тихонова и Северина провели в Национальном художественном музее Якутии творческую встречу, приуроченную к этой выставке. В том же году Надежда стала почётным академиком Российской академии художеств (РАХ).

## Творчество
Является приверженцем реализма и импрессионизма. Работает в основном в жанрах пейзаж и натюрморт. Художественная манера сформировалась под влиянием В. Серова, К. Коровина, И. Репина, М. Врубеля, П. Сезанна, К. Моне, А. Сислея, П. Гогена, художников группы «Наби», П. Боннара и Э. Вюйара.
Работы находятся в собраниях:
- Галерея Изобразительного искусства РС, Банья Лука, Республика Серпска;

- Государственный Художественный музей Алтайского края (Барнаул);
- Калужский областной художественный музей;
- Козьмодемьянский художественно-исторический музей им. А. В. Григорьева (Республика Марий Эл);
- Краеведческий музей (г. Сорокино, Алтайский край);
- Мордовский Республиканский музей изобразительных искусств им. С. Д. Эрзи, г. Саранск;
- Тарская картинная галерея, г. Тара;
- Тульский музей изобразительных искусств;
- Республиканский музей изобразительных искусств (г. Иошкар-Ола, Республика Марий Эл);
- Чувашский государственный художественный музей (г. Чебоксары);
- Mystic Art Association (г. Мистик, штат Коннектикут, США);
- Art Society Gallery (г. Нью Лондон, штат Коннектикут, США);
- Музей изобразительных искусств, г. Куаншан, Китай;
- Pfizer Corporation Art Gallery, г. Гротон, штат Коннектикут, США;
- Roy Miles Fine Paintings, Лондон, Великобритания, а также в частных коллекциях в России, США, Германии, Франции, Великобритании, Венгрии, Словакии, Сербии, Черногории, Китая, Японии;
- Дальневосточный художественный музей, г. Хабаровск;
- Музей изобразительных искусств, Комсомольск-на-Амуре;
- Забайкальский краевой художественный музей, г. Чита;
- Амурский областной краеведческий музей им. Г. С. Новикова-Даурского, г. Благовещенск;
- Художественный музей имени Ц. С. Сампилова, Улан-Удэ, Респ. Бурятия;
- Омский областной музей изобразительных искусств им. М. А. Врубеля;
- Национальный художественный музей Республики Саха, Якутия;
- Хакасский национальный краеведческий музей им. Л. Р. Крызласова;
- Музей изобразительных искусств Кузбасса, г. Кемерово;
- Новокузнецкий художественный музей;
- Ульяновский областной художественный музей;
- Красноярский художественный музей им. В. И. Сурикова[6].

Является автором циклов «Путешествие с кистью», «Зимняя рапсодия», «Мосты надежды», «Музыка сада». Картины вошли в межрегиональный проект «Север православный».

## Награды
- Диплом Российской Академии Художеств;
- серебряная медаль Российской Академии Художеств;
- серебряная медаль Московского Союза художников;
- золотая медаль МоСХа;
- золотая медаль Творческого союза художников России[9];
- медаль Крымова Московского Союза художников;
- медаль им. П. П. Кончаловского Московского Союза художников;
- медаль Министерства внутренних дел Российской Федерации «за активную работу по патриотическому воспитанию»;
- благодарственное письмо министерства культуры РФ;
- почетная грамота Министерства Культуры Российской Федерации[1].

## Публикации в печатных изданиях
1. Каталог выставки DENNITSA. 2 Festival of Art from the post-Soviet countries. Berlin 2018.
2. Альбом. Международный художественный фонд 20лет. International Arts Fund 20 years. Изд. М.Сканрус. Москва. 2012
3. Каталог IX выставка-конкурс имени Виктора Попкова, Международный художественный фонд XX. Февраль-Март. Москва, 2012
4. Каталог региональной выставки пленэра «Портрет города: Йошкар-Ола преображенная — жемчужина Поволжья». Министерство культуры и печати по делам национальностей Республики Марий Эл, Марийское региональное отделение Всероссийской творческой общественной организации Союз художников России, Государственное бюджетное учреждение культуры Республики Марий Эл — Республиканский музей изобразительных искусств. Йошкар-Ола, 2011 г.
5. Альбом Московского союза художников, Товарищества живописцев «Русская провинция». Пленэрная живопись. Москва, 2009 г.
6. Каталог выставки. Первый Московский Международный Фестиваль Искусств. Традиции и Современность. Центральный выставочный зал «Манеж». Москва, 2007 г.
7. Каталог выставки. Московский Международный Художественный Салон ЦДХ 2007 Международная конфедерация союза художников. 15 лет. Изд. «ПранатПреПресс». Москва, 2007 г.
8. Каталог выставки. Международный Художественный Фонд. Московское Объединение Художников МХФ. IV выставка-конкурс имени Виктора Попкова. Москва, 2006 г.
9. Монография «Надежда Северина». ЗАО 2К, Москва, 2005 г.
10. Альбом Работ известных Художников Китая и России. 2005 г.
11. Искусство России. Russian Art Guide 2005. Изд.: СКАНРУС, Москва, 2005 г.
12. Реализм XXI века Живопись. Realism 21st century Painting. Изд.: СКАНРУС, Москва, 2005 г.
13. Каталог выставки. Международный художественный фонд. Московское объединение художников МХФ. II выставка имени Виктора Попкова. Москва, 2004 г.
14. Каталог выставки. Россия и Европа. Прочные узы — широкие горизонты. Государственная Третьяковская галерея. Изд.: СКАНРУС, Москва, 2004 г.
15. Газета «Наш Изограф», № 11, ноябрь, «Перефраз Клода Моне», Москва, 2004 г.
16. Реализм XXI века Живопись. Realism 21st century Painting. Изд.: СКАНРУС, Москва, 2004 г.
17. Искусство России. Russian Art Guide 2004. Изд.: СКАНРУС, Москва, 2004 г.
18. Каталог выставки. АРТМАНЕЖ 2003., Москва, Изд.: ЦВЗ «Манеж». 2003 г.
19. Журнал «Декоративное искусство». Europart — 2003 «Искусство прекрасно во всех проявлениях» 2003 г.
20. Имена в Искусстве. Галерея Изограф. Художники начала XXI века. Изд. «Наш изограф». Москва, 2003 г.
21. Каталог выставки. Московский Международный Художественный Салон ЦДХ 2003, Международная конфедерация союза художников. Новое поколение. Москва, 2003 г.
22. Каталог выставки. Europ’Art Geneve, 12 Edition, GENEVA-PALEXPO. 30 Avril — 4 Mai 2003. E.Art Salon SA, Geneve. 2003 г.
23. Каталог выставки. Золотая Кисть 2002. Golden Brush.Изд.: Capital Press, Москва, 2002 г.
24. Каталог выставки. Московский Международный Художественный Салон ЦДХ 2002, Международная конфедерация союза художников. Москва, 2002 г.
25. Каталог выставки. Europ’Art Geneve, 11 Edition, GENEVA-PALEXPO. 1 — 5 Mai 2002. E.Art Salon SA, Geneve. 2002 г.
26. Каталог выставки. III International’s Kunstfestival Magdeburg 2002. Deutschland, Gala Galerie Magdeburg, 2002 г.
27. Журнал «В мире растений», № 1 (январь), «Импрессионисты в Москве», Москва, 2002 г.
28. Каталог. Сликари Руске Федерациjе Српскоj. Галериjа Ликовних Умjетности Републике Српске. Баньа Лука. 22 октобар-11 новембар 2001. Изд.: Art-print, Баньа Лука, 2001 г.
29. Газета «Российский Курьер Центральной Европы», № 49 (223), «Заряд оптимизма», 2001 г.
30. Каталог выставки. Золотая Кисть 2001. Golden Brush.Изд.: Capital Press, Москва, 2001 г.
31. Каталог выставки. II International’s Kunstfestival Magdeburg 2001. Deutschland, Gala Galerie Magdeburg, 2001 г.
32. Каталог выставки. Золотая Кисть 2000. Golden Brush.Изд.: Capital Press, Москва, 2000 г.
33. Журнал TV KOMPLET № 33 Bratislava Slovakia, Братислава, 2000 г.
34. Журнал для семейного чтения Отчий Дом, 2-3/2000, «Под крышей дома своего», Изд.:Отечество, Москва, 2000 г.
35. Газета «Вечерняя Москва», 4 февраля, «В американских работах Надежды Севериной много воды», Москва, 2000 г.
36. Газета «Наш Изограф», № 9, сентябрь, «В уме моем рождаются картины, одна другой прекраснее…», Москва, 2000 г.
37. Art Now Gallery Guide: International, том 19, Выпуски 1-2, Art Now Incorporated, USA, 1999 г.
38. Буклет программы The Griffis Art Center, International Artist-in-Residence Program, Connecticut, USA, 1999 г.
39. Газета «Сокол», № 5 (17) май, «Поэзия души», 1998 г.
40. Газета «Вечерняя Москва», № 179 (22464), 10 августа, «Начинать никогда не поздно», 1998 г.
41. Газета «Изограф», № 9, сентябрь, «И в грустном сиянье луны восходящей…» 1998 г.
42. Registry of Artists session 5. February 19, 1997 to May 17,1997. New London, Art Society Gallery, USA, 1997 г.
43. Газета «Новое время» (г. Заринск), «Я очень люблю Алтай», 1993 г.